# İlhan Ahmet
İlhan Ahmet (griechisch Ιλχάν Αχμέτ Ilchán Achmét, * 2. April 1968 in Komotini) ist ein griechischer Rechtsanwalt und Politiker.
Er entstammt der türkischen Minderheit in Westthrakien. Nach dem Besuch des Lyzeums in Komotini bis 1987 studierte er an der juristischen Fakultät der Universität Istanbul und schloss das Studium 1993 als Fakultätsbester ab. Seit 1999 arbeitete er als Rechtsanwalt.
Nachdem er als Gemeinderatsmitglied im Regionalbezirk Rodopi wirkte, wurde er bei der Parlamentswahl in Griechenland 2004 für die konservative Nea Dimokratia in das griechische Parlament gewählt. Bei den Wahlen 2007 und 2009 verfehlte er den Einzug ins Parlament, woraufhin er der Partei Dimokratiki Symmachia beitrat, welche sich von der Nea Dimokratia abgespalten hatte. 2012 trat er der linken Dimokratiki Aristera bei. Bei den Neuwahlen im September 2015 wurde er schließlich als Mitglied der Partei To Potami wiedergewählt.
Er spricht neben Griechisch und Türkisch auch Englisch, ist verheiratet mit Melykin Haki und hat zwei Kinder, Mpouket und Kaan.